# Place du Châtelet
La Place du Châtelet és una plaça situada a París, a la riba del Sena, a l'entrada del Pont au Change. A cavall entre els districtes 1r i 4t, va ser construïda on abans es trobava el Gran Châtelet, destruït el 1802 per Napoleó.

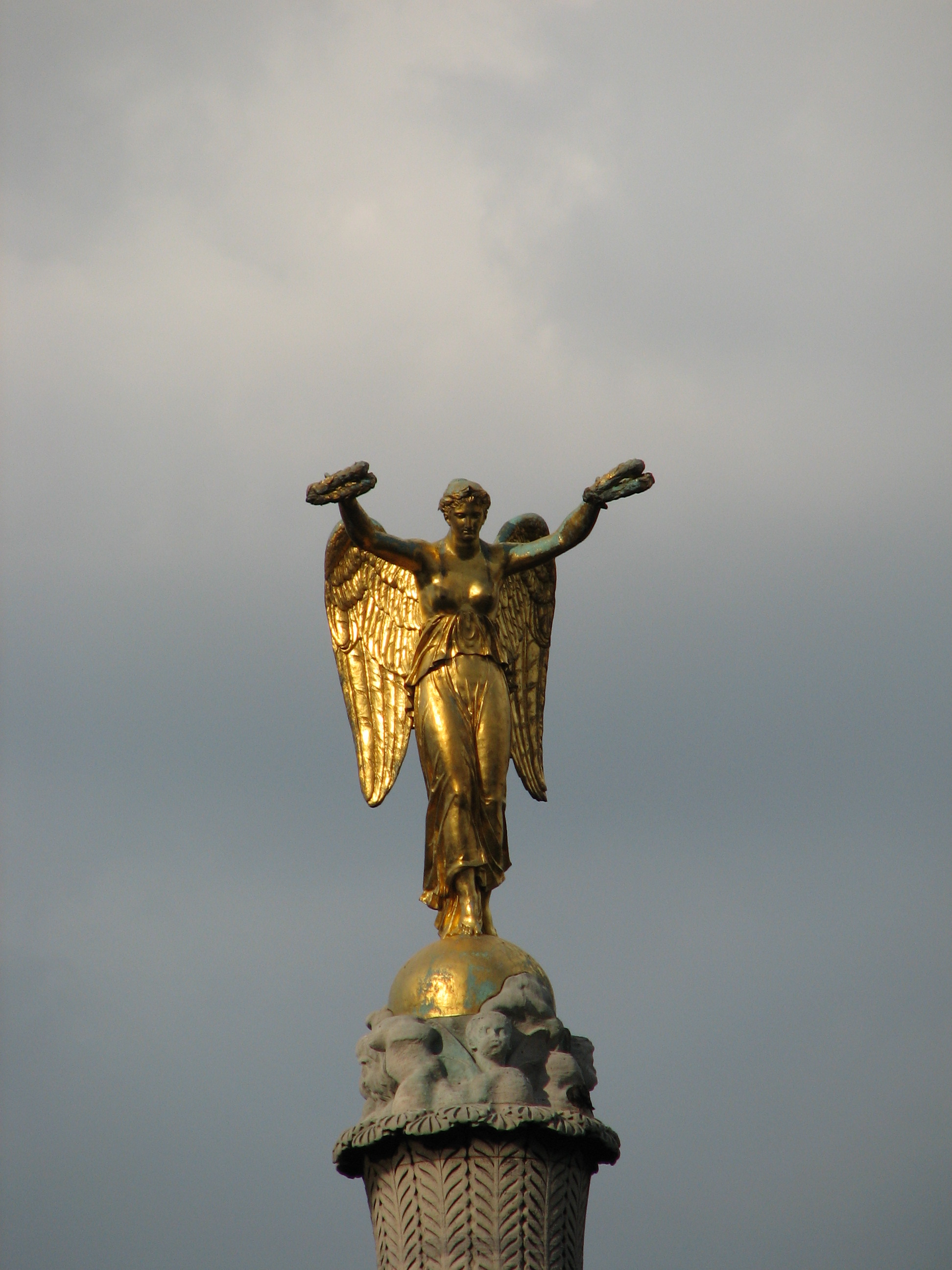
L'estàtua situada al cim de la columna de la plaça.

Al centre de la plaça, reservat als vianants, es troba la fontaine du Palmier, una columna erigida el 1808 per commemorar les victòries napoleòniques, elevada sobre una font del 1858, i ornada amb una esfinx i estàtues concebudes per Gabriel Davioud. Va ser restaurada per Jules Blanchard. També hi ha un quiosc. A cada banda, al llarg dels quais (molls), hi ha dos teatres construïts per Gabriel Davioud a petició del baró Haussmann; el Téâthre du Châtelet i el Théâtre de la Ville.
La plaça està dotada d'una estació de metro, accessible des del centre i els costats de la plaça: l'estació de Châtelet, que serveix les línies 1, 4, 7, 11 i 14. Per mitjà d'un passatge soterrani es pot arribar a l'estació RER de Châtelet-Les Halles.
Des de fa uns quants anys, la place du Châtelet s'ha convertit en un lloc habitual per les manifestacions dels sense papers.